# União Soviética nos Jogos Olímpicos de Verão de 1960
A União Soviética competiu nos Jogos Olímpicos de Verão de 1960, realizados em Roma, Itália.